# 高田良平
高田 良平（たかだ りょうへい、1886年（明治19年）6月30日 - 1972年（昭和47年）9月15日）は、日本の実業家、政治家。衆議院議員。

## 経歴
埼玉県榛沢郡、のちの大里郡深谷町（現:深谷市）で、高田惣五郎、ひこ夫妻の二男として生まれる。旧制熊谷中学卒業。
深谷物産専務取締役、深谷商業銀行取締役、深谷製材社長、武蔵土地証券社長、富岡製織取締役、大里郡織物同業組合織物研究会長、深谷商工会副会長、関東商事社長などを務め、商工業の振興に尽力した。
1920年5月、第14回衆議院議員総選挙で埼玉県第三区から立憲政友会所属で出馬して当選し、衆議院議員を一期務めた。

## 親族
- 長男 高田富之（衆議院議員）[6]